# Monstranusia antennata
Monstranusia antennata är en stekelart som först beskrevs av Narayanan 1960.  Monstranusia antennata ingår i släktet Monstranusia och familjen sköldlussteklar. Inga underarter finns listade i Catalogue of Life.